# 740
Năm 740 là một năm trong lịch Julius.